# Erik Norby
 Der er for få eller ingen kildehenvisninger i denne artikel, hvilket er et problem. Du kan hjælpe ved at angive troværdige kilder til de påstande, som fremføres i artiklen.

Erik Norby (9. januar 1936 i København – 16. januar 2007) var en dansk komponist, der skrev både orkesterværker, koncerter og sange.
Han kom på konservatoriet for at blive trompetist, men skiftede undervejs til komposition med blandt andet studier hos Per Nørgård. Ved siden af kompositionen var han også beskæftiget som konservatorielærer.
Han var gift med operasanger Solveig Lumholt, med hvem han havde to børn, hvoraf Cæcilie Norby er blevet en kendt og respekteret rock- og jazzsanger.
Norby blev begravet på Frederiksberg Ældre Kirkegård